# Gakuya Horii
Pour les articles homonymes, voir Horii.
Gakuya Horii (堀井 岳也, Horii Gakuya) est un footballeur japonais né le 3 juillet 1975.